# Bảo tàng Cha Józef Jarzębowski ở Licheń Stary
Bảo tàng Cha Józef Jarzębowski ở Licheń Stary (tiếng Ba Lan: Muzeum im. ks. Józefa Jarzębowskiego w Licheniu Starym) là một bảo tàng Đức Mẹ nằm bên trong khuôn viên của vương cung thánh đường Thánh địa Đức Mẹ Sầu Bi, Nữ hoàng Ba Lan ở Licheń Stary, Ba Lan.

## Lịch sử
Từ năm 1925, Cha Józef Jarzębowski bắt đầu thu thập các kỷ vật về Ba Lan trước khi bị chia cắt cũng như các cuộc khởi nghĩa của quốc gia, bao gồm Khởi nghĩa Kościuszko, Khởi nghĩa tháng 11 và Khởi nghĩa tháng Giêng. Đây chính là bộ sưu tập cơ sở của bảo tàng sau này.
Trong Chiến tranh thế giới thứ hai, bộ sưu tập đã được chia và lưu giữ bởi nhiều cá nhân và tổ chức tư nhân khác nhau. Trong thời kỳ hậu chiến, bộ sưu tập được chuyển đến một thư viện và bảo tàng của cụm người Ba Lan ở Anh. Sau vài thập niên ở địa điểm này, bộ sưu tập của bảo tàng được mở rộng nhờ đóng góp của các nhà sưu tập Ba Lan. Việc đóng cửa và phân tán các bộ sưu tập của thư viện và viện bảo tàng đã gây ra sự phẫn nộ trong cộng đồng và các chuyên gia Ba Lan. Một phần của bộ sưu tập đã được trả lại cho Ba Lan và được đặt tại Licheń Stary từ ngày 2 tháng 7 năm 2010.

## Hoạt động
Hoạt động của bảo tàng tập trung vào việc thu thập các bản in trước đây của Ba Lan và nước ngoài từ thế kỷ 16 đến thế kỷ 18, các bức thư và bút tích của hoàng gia, bản thảo của các nhà văn Ba Lan từ các thời kỳ: Chủ nghĩa lãng mạn, Chủ nghĩa thực chứng, Ba Lan trẻ. Bảo tàng sở hữu một trong những bộ sưu tập kỷ vật lớn nhất từ cuộc Khởi nghĩa tháng Giêng ở Ba Lan. Ngoài ra, bảo tàng còn trưng bày vũ khí, tranh sơn dầu của các bậc thầy châu Âu trong hai thế kỷ 17 và 18, kỷ vật của tù nhân ở các trại lao động Liên Xô và trại tập trung Đức Quốc xã, và một số thứ khác.